# Caryl Bertho
Pour les articles homonymes, voir Bertho.
Caryl Bertho est une avocate et femme politique vénézuélienne, née le 19 avril 1964 à Puerto Ordaz. Elle est gouverneure de l'État d'Aragua de janvier à octobre 2017, puis ministre de la Femme et de l'Égalité de genre de 2018 à 2019.

## Biographie
Elle a étudié le droit à l'université Santa Maria de Caracas. Elle épouse Ramiro Acosta Chirino, frère du militaire et homme politique Yoel Acosta Chirinos, fondateur du mouvement politique Mouvement révolutionnaire bolivarien - 200 auquel elle adhère. Elle a également milité pour le parti Mouvement Cinquième République.

## Carrière politique
Elle se présente aux élections législatives vénézuéliennes de 2015 pour le Parti socialiste unifié du Venezuela (PSUV). Elle était secrétaire générale du bureau du gouverneur de l'État d'Aragua depuis décembre 2012 sous le gouvernorat de Tareck El Aissami. Le 5 janvier 2017, elle est nommée gouverneure de l'État d'Aragua par le président Nicolás Maduro.